# Kleingebiet Vasvár
Das Kleingebiet Vasvár (ungarisch Vasvári kistérség) war bis Ende 2012 eine ungarische Verwaltungseinheit (LAU 1) innerhalb des Komitats Vas. Während der Verwaltungsreform 2013 erfuhr das Kleingebiet keine Veränderungen in der Struktur, alle 23 Ortschaften wurden komplett in den Nachfolger-Kreis Vasvár (ungarisch Vasvári járás) übernommen.

## Einwohnerschaft
Ende 2012 lebten auf einer Fläche von 374,14 km² 13.623 Einwohner. Die Bevölkerungsdichte war mit 36 ungefähr halb so hoch wie die des Komitats.
Der Verwaltungssitz befand sich in der einzigen Stadt Vasvár (4.387 Ew.). Die 22 übrigen Ortschaften hatten im Durchschnitt eine Einwohnerzahl von 420.

## Ortschaften
| Alsóújlak (dt. Aschach-Neusiedl) | Andrásfa (dt. Sankt Andrä bei Eisenburg)  | Bérbaltavár(dt. Kleinbierbaum-Waltenbach) | Csehi (dt. Böhmerberg)             | Csehimindszent (dt. Allerheiligen bei Böhmerberg) |
| Csipkerek                        | Egervölgy (dt. Deutschdorf am Wolfenwald) | Gersekarát (dt. -Gerschau)                | Győrvár (dt. Jorenburg)            | Hegyhátszentpéter (dt. Sankt Peter)               |
| Kám (dt. Kansdorf)               | Mikosszéplak                              | Nagytilaj                                 | Olaszfa (dt. Wolfsgrub)            | Oszkó (dt. Aschach)                               |
| Pácsony (dt. Barsching)          | Petőmihályfa (dt. Michelsdorf im Miestal) | Püspökmolnári (dt. Bischöfing-Molnering)  | Rábahídvég (dt. Bruck an der Raab) | Sárfimizdó (dt. Obermiestal)                      |
| Szemenye (dt. Zemenau)           | Telekes (dt. Grundberg)                   | Vasvár (dt. Eisenburg)                    |                                    |                                                   |